# Home Games
Home Games is een dochteronderneming van Endemol. Het bedrijf produceert belspelletjes in opdracht van televisiezenders.

## Voormalige Belgische belspelletjes
- Puzzeltijd (VTM)
- BelMenu (VTM)
- Time II Play (KanaalTwee-KA2 (2BE))
- Quiz Live (VTM/KA2/2BE)
  - Quiz Live werd sinds oktober 2010 onder de naam 'Quizzit' uitgezonden.
  - Quiz Live (Quizzit) was de naam voor de nachtelijke belspellen 'Woordzoeker' van de VMMa (VTM/2BE).
  - Quizzit en Woordzoeker werden in hetzelfde decor met dezelfde presentatoren uitgezonden.
- Woordzoeker (VTM/2BE)
- Quizzit (VTM/2BE)